# Skadar (okres)
Okres Skadar (albánsky Rrethi i Shkodrës) je okres v Albánii. Leží v kraji Skadar. Žije zde přibližně 185 000 obyvatel (2004 odhad), jeho rozloha je 1 631 km². Nachází se v severní části země, hlavním městem je Skadar (Shkodër). Od roku 2000 byly okresy v Albánii nahrazeny obcemi a okers Skadar byl rozdělen na obce Skadar a Vau i Dejës